# Jatropha fremontioides
Jatropha fremontioides är en törelväxtart som beskrevs av Paul Carpenter Standley. Jatropha fremontioides ingår i släktet Jatropha och familjen törelväxter. Inga underarter finns listade i Catalogue of Life.